# Maictes Varasnúnio
Maictes (em grego: Μαΐκτης; romaniz.: Maíktēs; em armênio: Հմայեակ; romaniz.: Hmayeak) foi um nobre armênio do século VI da família Varasnúnio, ativo durante o reinado do xainxá Cosroes I (r. 531–579).

## Nome
Maictes (Μαΐκτης, Maïktēs) é a forma grega do armênio Hemaieaque (Հմայեակ, Hmayeak). Deriva do parta Humai (Hu-māy [hwmy]) e Humaiaque (Hu-māy-ak [hwmyk]), que por sua vez deriva do iraniano antigo Humaiaca (*Hu-māya-ka-), "tem boa habilidade, bons feitiços, bom poder mágico". Foi registrado em avéstico como Humaia (Hu-māiiā- (fem.)) e Humaiaca (Hu-maiia-ka- (masc.)).

## Vida
Maictes foi naapetes (chefe) da família Varasnúnio em meados do século VI. Compareceu ao Segundo Concílio de Dúbio conveniado pelo católico Narses II em março de 555, conforme registrado nas atas preservadas no Livro das Cartas (Girk T'lt'ots).